# Ceftezole
Ceftezole (hoặc ceftezol) là một loại kháng sinh cephalosporin.